# Famille Bourbon del Monte
La famille Bourbon del Monte Santa Maria étaient l’une des plus importantes familles toscanes du Moyen Âge installée en Ombrie et dans les Marches.
Cette famille n'a aucun lien avec la maison capétienne de Bourbon.

## Historique

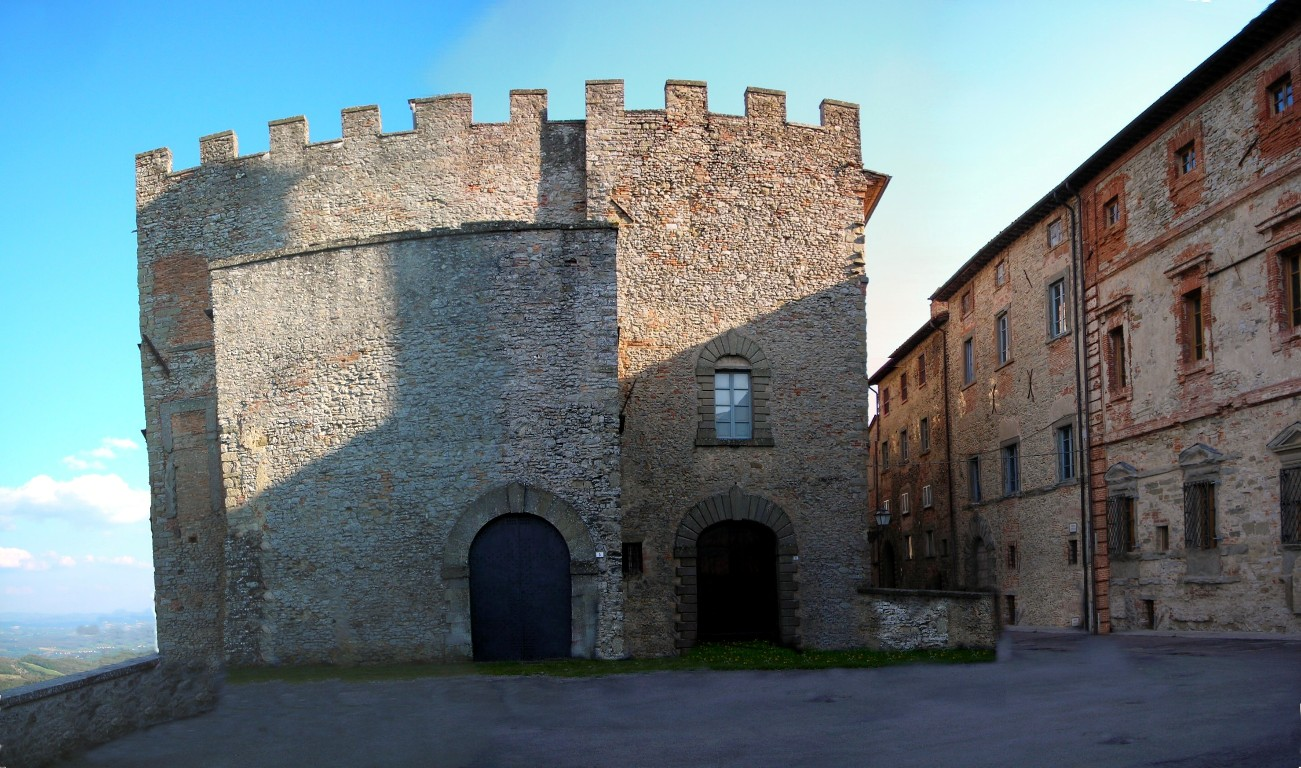
Monte Santa Maria Tiberina

La famille possédait des fiefs dans le Val di Chiana et dans le Valdarno Aretino, dans les hauteurs du Tibre , à Cortone , à Città di Castello et à Pérouse.

## Armoiries

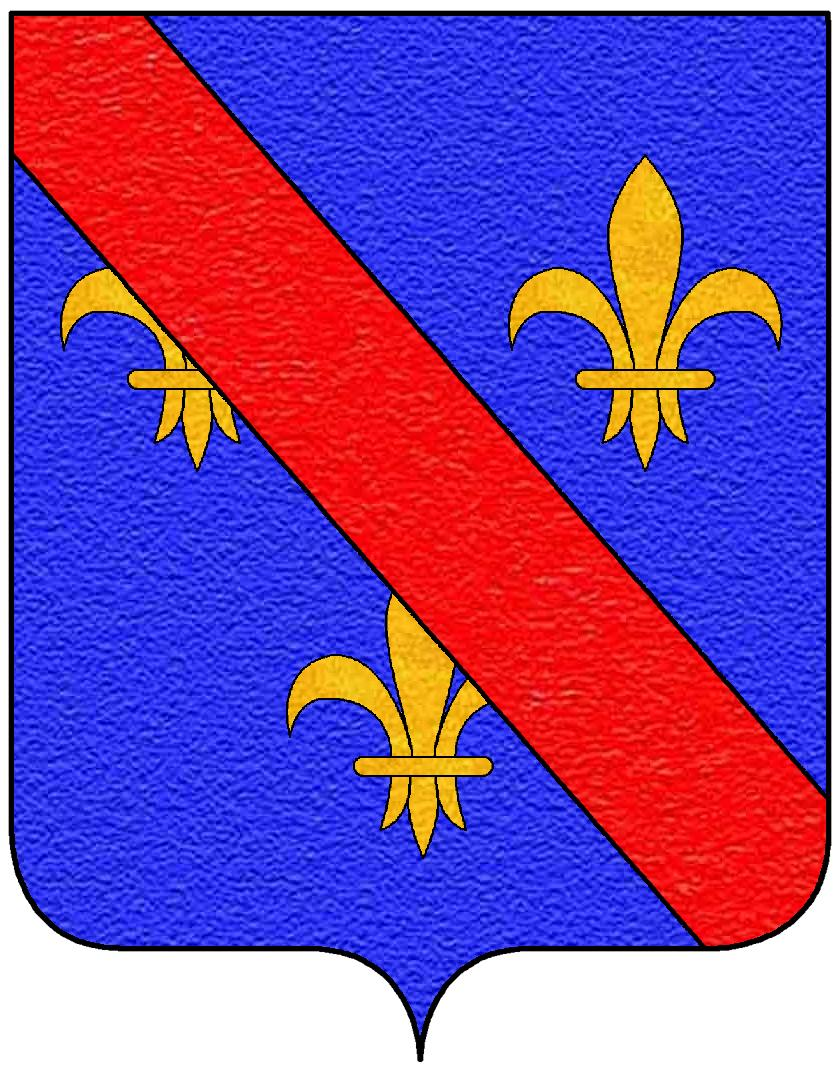
Blason des Bourbon del Monte

Les armoiries de la famille sont "d’azur aux trois fleurs de lys d’or et à la bande de gueules". Le lis provient probablement du symbole du parti Guelfe en Italie.

## Personnalités
Les membres les plus célèbres de la famille sont le cardinal Francesco Maria Bourbon del Monte, mécène de Michelangelo Merisi da Caravaggio, et Guidobaldo del Monte, mathématicien et astronome, ami et mécène de Galilée .

## Pour approfondir